# Melvin Twellaar
Melvin Twellaar (Den Horn, 23 dicembre 1996) è un canottiere olandese, vincitore dell'argento nel due di coppia ai Giochi olimpici di Tokyo 2020.

## Biografia
Agli europei di Poznań 2020 
ha guadagnato la medaglia d'oro nel due di coppia, con Stef Broenink, precedendo sul podio gli svizzeri Barnabé Delarze e Roman Röösli e gli irlandesi Daire Lynch e Ronan Byrne.
Agli europei di Varese 2021 ha vinto l'argento nel due di coppia con Stef Broenink, terminando alle spalle dell'imbarcazione francese di Hugo Boucheron e Matthieu Androdias.
Ha rappresentato i Paesi Bassi ai Giochi olimpici estivi di Tokyo 2020 nel due di coppia, dove sempre con Stef Broenink, ha vinto l'argento, ancora una volta superati solo dall'armo francese composto da Hugo Boucheron e Matthieu Androdias.
Ai mondiali di Račice 2022 ha vinto l'ottenuto l'argento nel singolo dietro al tedesco Oliver Zeidler.
Agli europei di Bled 2023 ha concluso terzo nel due di coppia con Stef Broenink, terminando dietro ai fratelli croati Marin e Valent Sinković ed agli italiani Luca Rambaldi e Matteo Sartori.

## Palmarès
- Giochi olimpici

Tokyo 2020: argento nel due di coppia;
Parigi 2024: argento nel due di coppia;
- Mondiali

Račice 2022: argento nel singolo;
- Europei

Poznań 2020: oro nel due di coppia;
Varese 2021: argento nel due di coppia;
Monaco di Baviera 2022: oro nel singolo;
Bled 2023: bronzo nel due di coppia;